# RCA Championships 2004
RCA Championships 2004 — тенісний турнір, що проходив на кортах з твердим покриттям у місті Індіанаполіс, USA з 19 липня . Належав до категорії International Series. Був турніром серії Indianapolis Tennis Championships 2004 року.

## Фінальна частина

### Одиночний розряд
Енді Роддік —  Ніколас Кіфер 6–2, 6–3

### Парний розряд
Джордан Керр /  Джим Томас —  Вейн Блек /  Кевін Ульєтт 6–7(7–9), 7–6(7–3), 6–3